# Brachycorythis neglecta
Brachycorythis neglecta är en orkidéart som beskrevs av Henrik Aerenlund Pedersen. Brachycorythis neglecta ingår i släktet Brachycorythis och familjen orkidéer. Inga underarter finns listade i Catalogue of Life.